# Владе Краљевине Југославије
На овој страници се налази списак влада Краљевине Југославије у периоду 1929—1941. У периоду пре тога држава се звала Краљевина Срба, Хрвата и Словенаца, а у периоду од априла 1941. године Влада је била у емиграцији (егзилу) па је тај период на посебној страници Владе Краљевине Југославије у егзилу.
Краљеви Југославије су били: Александар I Карађорђевић (1921–1934) и Петар II Карађорђевић (1934–1945). У периоду 1934—1941. уместо малолетног краља постојало је Намесништво које су чинили кнез Павле Карађорђевић, Иво Перовић и Раденко Станковић.

## Састав влада
| Функција                                                  | Име и презиме          | Детаљи                          |
| --------------------------------------------------------- | ---------------------- | ------------------------------- |
| Председник Министарског савета и министар унутрашњих дела | Петар Р. Живковић      |                                 |
| Министар иностраних дела                                  | Војислав Д. Маринковић |                                 |
| Министар војске и морнарице                               | Стеван Хаџић           | до 6.4.1931.                    |
| Министар војске и морнарице                               | Драгомир Ж. Стојановић |                                 |
| Министар правде                                           | Милан Сршкић           | до 16.2.1931.                   |
| Министар правде                                           | Димитрије Љотић        | до 2.9.1931.                    |
| Министар правде                                           | Драгутин С. Којић      |                                 |
| Министар просвете                                         | Божидар Ж. Максимовић  |                                 |
| Министар финансија                                        | Станко Шврљуга         | до 19.6.1931.                   |
| Министар финансија                                        | Ђорђе Ђурић            |                                 |
| Министар грађевина                                        | Стеван Савковић        | до 23.1.1930.                   |
| Министар грађевина                                        | Филип Ј. Трифуновић    | до 16.2.1931.                   |
| Министар грађевина                                        | Коста Кумануди         | до 19.6.1931.                   |
| Министар грађевина                                        | Душан Сернец           | до 2.9.1931.                    |
| Министар грађевина                                        | Алберт Крамер          |                                 |
| Министар трговине и индустрије                            | Мате Дринковић         | заступник, до 14.1.1929.        |
| Министар трговине и индустрије                            | Желимир Мажуранић      | до 22.7.1929.                   |
| Министар трговине и индустрије                            | Станко Шврљуга         | заступник, до 1.9.1929.         |
| Министар трговине и индустрије                            | Јурај Деметровић       | до 19.6.1931.                   |
| Министар трговине и индустрије                            | Коста Кумануди         |                                 |
| Министар пољопривреде                                     | Ото Франгеш            | до 19.5.1930.                   |
| Министар пољопривреде                                     | Станко Шибеник         | до 19.6.1931.                   |
| Министар пољопривреде                                     | Мирко Најдорфер        |                                 |
| Министар пошта и телеграфа                                | Стеван Савковић        | заступник, до 14.1.1929.        |
| Министар пошта и телеграфа                                | Коста Кумануди         | заступник, до 2.4.1929.         |
| Министар шума и рудника                                   | Лазар Радивојевић      | до 5.8.1929.                    |
| Министар шума и рудника                                   | Антон Корошец          | до 29.9.1930.                   |
| Министар шума и рудника                                   | Душан Сернец           | до 19.6.1931.                   |
| Министар шума и рудника                                   | Станко Шибеник         |                                 |
| Министар социјалне политике                               | Мате Дринковић         | до 1929.                        |
| Министар социјалне политике и народног здравља            | Мате Дринковић         | до 19.5.1930.                   |
| Министар социјалне политике и народног здравља            | Никола Прека           | до 19.6.1931.                   |
| Министар социјалне политике и народног здравља            | Марко Костренчић       |                                 |
| Министар вера                                             | Тугомир Алауповић      | до 2.4.1929.                    |
| Министар народног здравља                                 | Урош Круљ              | до 2.4.1929.                    |
| Министар аграрне реформе                                  | Лазар Радивојевић      | заступник, до 14.1.1929.        |
| Министар аграрне реформе                                  | Ото Франгеш            | заступник                       |
| Министар саобраћаја                                       | Антон Корошец          | до 5.8.1929.                    |
| Министар саобраћаја                                       | Лазар Радивојевић      |                                 |
| Министар при Председништву Министарског савета            | Милан Сршкић           | од 16.2.1931.                   |
| Министар без портфеља                                     | Никола Т. Узуновић     |                                 |
| Министар без портфеља                                     | Коста Кумануди         | од 3.4.1929. до 16.2.1931.      |
| Министар без портфеља                                     | Мате Дринковић         | од 19.5.1930. до ?              |
| Министар без портфеља                                     | Ото Франгеш            | од 19. 5. 1930. до 16.2.1931.   |
| Министар без портфеља                                     | Иван Швегл             | од 20. 5. 1930. до 16.2.1931.   |
| Министар без портфеља                                     | Мирко Најдорфер        | од 20. 5. 1930. до 19. 6. 1931. |
| Министар без портфеља                                     | Никола Прека           | од 19.6.1931.                   |
| Министар без портфеља                                     | Станко Шврљуга         | од 19.6.1931.                   |
| Министар без портфеља                                     | Коста Л. Тимотијевић   | од 2.9.1931.                    |
| Министар без портфеља                                     | Андра Станић           | од 2.9.1931.                    |
| Министар без портфеља                                     | Иван Пуцељ             | од 2.9.1931.                    |
| Министар без портфеља                                     | Иван Палачек           | од 2.9.1931.                    |
| Министар без портфеља                                     | Павао Матица           | од 2.9.1931.                    |
| Министар без портфеља                                     | Авдо Хасанбеговић      | од 2.9.1931.                    |

| Функција                                                     | Име и презиме          | Детаљи           |
| ------------------------------------------------------------ | ---------------------- | ---------------- |
| Председник Министарског савета и министар унутрашњих послова | Петар Р. Живковић      |                  |
| Министар иностраних послова                                  | Војислав Д. Маринковић |                  |
| Министар војске и морнарице                                  | Драгомир Ж. Стојановић |                  |
| Министар правде                                              | Драгутин С. Којић      |                  |
| Министар просвете                                            | Божидар Ж. Максимовић  |                  |
| Министар финансија                                           | Ђорђе Ђурић            | до 19. 11. 1931. |
| Министар финансија                                           | Милорад Ђорђевић       |                  |
| Министар грађевина                                           | Алберт Крамер          |                  |
| Министар трговине и индустрије                               | Коста Кумануди         |                  |
| Министар пољопривреде                                        | Мирко Најдорфер        |                  |
| Министар шума и рудника                                      | Станко Шибеник         |                  |
| Министар социјалне политике и народног здравља               | Марко Костренчић       |                  |
| Министар саобраћаја                                          | Лазар Радивојевић      |                  |
| Министар при Председништву Министарског савета               | Милан Сршкић           | до 3. 1. 1932.   |
| Министар без портфеља                                        | Никола Т. Узуновић     |                  |
| Министар без портфеља                                        | Коста Л. Тимотијевић   |                  |
| Министар без портфеља                                        | Андра Станић           |                  |
| Министар без портфеља                                        | Иван Палачек           |                  |
| Министар без портфеља                                        | Иван Пуцељ             |                  |
| Министар без портфеља                                        | Станко Шврљуга         |                  |
| Министар без портфеља                                        | Никола Прека           |                  |
| Министар без портфеља                                        | Павао Матица           |                  |
| Министар без портфеља                                        | Авдо Хасанбеговић      |                  |

| Функција                                       | Име и презиме          | Детаљи |
| ---------------------------------------------- | ---------------------- | ------ |
| Председник Министарског савета                 | Петар Р. Живковић      |        |
| Министар иностраних послова                    | Војислав Д. Маринковић |        |
| Министар војске и морнарице                    | Драгомир Ж. Стојановић |        |
| Министар унутрашњих послова                    | Милан Сршкић           |        |
| Министар правде                                | Божидар Ж. Максимовић  |        |
| Министар просвете                              | Драгутин С. Којић      |        |
| Министар финансија                             | Милорад Ђорђевић       |        |
| Министар грађевина                             | Никола Прека           |        |
| Министар трговине и индустрије                 | Алберт Крамер          |        |
| Министар пољопривреде                          | Јурај Деметровић       |        |
| Министар шума и рудника                        | Станко Шибеник         |        |
| Министар социјалне политике и народног здравља | Иван Пуцељ             |        |
| Министар саобраћаја                            | Лазар Радивојевић      |        |
| Министар физичког васпитања народа             | Драган Краљевић        |        |

| Функција                                                     | Име и презиме          | Детаљи          |
| ------------------------------------------------------------ | ---------------------- | --------------- |
| Председник Министарског савета и министар иностраних послова | Војислав Д. Маринковић |                 |
| Министар војске и морнарице                                  | Драгомир Ж. Стојановић |                 |
| Министар унутрашњих послова                                  | Милан Сршкић           |                 |
| Министар правде                                              | Божидар Ж. Максимовић  |                 |
| Министар просвете                                            | Драгутин С. Којић      |                 |
| Министар финансија                                           | Милорад Ђорђевић       |                 |
| Министар грађевина                                           | Никола Прека           | до 21. 4. 1932. |
| Министар грађевина                                           | Стјепан Сркуљ          |                 |
| Министар трговине и индустрије                               | Алберт Крамер          |                 |
| Министар пољопривреде                                        | Јурај Деметровић       |                 |
| Министар шума и рудника                                      | Станко Шибеник         | до 21. 4. 1932. |
| Министар шума и рудника                                      | Виктор Погачник        |                 |
| Министар саобраћаја                                          | Лазар Радивојевић      |                 |
| Министар социјалне политике и народног здравља               | Иван Пуцељ             |                 |
| Министар за физичко васпитање народа                         | Драган Краљевић        |                 |

| Функција                                       | Име и презиме          | Детаљи |
| ---------------------------------------------- | ---------------------- | ------ |
| Председник Министарског савета                 | Милан Сршкић           |        |
| Министар иностраних послова                    | Богољуб Јевтић         |        |
| Министар војске и морнарице                    | Драгомир Ж. Стојановић |        |
| Министар унутрашњих послова                    | Живојин Лазић          |        |
| Министар правде                                | Илија Шуменковић       |        |
| Министар просвете                              | Драгутин С. Којић      |        |
| Министар финансија                             | Милорад Ђорђевић       |        |
| Министар грађевина                             | Стјепан Сркуљ          |        |
| Министар трговине и индустрије                 | Иван Мохорић           |        |
| Министар пољопривреде                          | Јурај Деметровић       |        |
| Министар шума и рудника                        | Виктор Погачник        |        |
| Министар саобраћаја                            | Лазар Радивојевић      |        |
| Министар социјалне политике и народног здравља | Иван Пуцељ             |        |
| Министар за физичко васпитање народа           | Драган Краљевић        |        |
| Министар без портфеља                          | Алберт Крамер          |        |
| Министар без портфеља                          | Хамдија Карамехмедовић |        |
| Министар без портфеља                          | Божидар Ж. Максимовић  |        |

| Функција                                       | Име и презиме             | Детаљи           |
| ---------------------------------------------- | ------------------------- | ---------------- |
| Председник Министарског савета                 | Милан Сршкић              |                  |
| Министар иностраних послова                    | Богољуб Јевтић            |                  |
| Министар војске и морнарице                    | Драгомир Ж. Стојановић    |                  |
| Министар унутрашњих послова                    | Живојин Лазић             |                  |
| Министар правде                                | Божидар Ж. Максимовић     |                  |
| Министар просвете                              | Раденко Станковић         |                  |
| Министар финансија                             | Милорад Ђорђевић          |                  |
| Министар грађевина                             | Стјепан Сркуљ             |                  |
| Министар трговине и индустрије                 | Илија Шуменковић          |                  |
| Министар пољопривреде                          | Јурај Деметровић          | до 8. 5. 1933.   |
| Министар пољопривреде                          | Љубомир Томашевић         | до 20. 10. 1933. |
| Министар пољопривреде                          | Милан Сршкић              |                  |
| Министар шума и рудника                        | Павао Матица              |                  |
| Министар саобраћаја                            | Лазар Радивојевић         |                  |
| Министар социјалне политике и народног здравља | Иван Пуцељ                |                  |
| Министар за физичко васпитање народа           | Лавослав Ханжек           |                  |
| Министар без портфеља                          | Алберт Крамер             |                  |
| Министар без портфеља                          | Хамдија Карамехмедовић    |                  |
| Министар без портфеља                          | Драгутин С. Којић         |                  |
| Министар без портфеља                          | Грга Будислав Анђелиновић | од 8. 5. 1933.   |

| Функција                                       | Име и презиме             | Детаљи    |
| ---------------------------------------------- | ------------------------- | --------- |
| Председник Министарског савета                 | Никола Т. Узуновић        |           |
| Министар иностраних послова                    | Богољуб Јевтић            |           |
| Министар војске и морнарице                    | Драгомир Ж. Стојановић    |           |
| Министар унутрашњих послова                    | Живојин Лазић             |           |
| Министар правде                                | Божидар Ж. Максимовић     |           |
| Министар просвете                              | Илија Шуменковић          |           |
| Министар финансија                             | Милорад Ђорђевић          |           |
| Министар грађевина                             | Стјепан Сркуљ             |           |
| Министар трговине и индустрије                 | Јурај Деметровић          |           |
| Министар пољопривреде                          | Стјепан Сркуљ             | заступник |
| Министар саобраћаја                            | Лазар Радивојевић         |           |
| Министар шума и рудника                        | Јурај Деметровић          | заступник |
| Министар социјалне политике и народног здравља | Иван Пуцељ                |           |
| Министар за физичко васпитање народа           | Лавослав Ханжек           |           |
| Министар без портфеља                          | Алберт Крамер             |           |
| Министар без портфеља                          | Драгутин С. Којић         |           |
| Министар без портфеља                          | Грга Будислав Анђелиновић |           |

| Функција                                       | Име и презиме             | Детаљи          |
| ---------------------------------------------- | ------------------------- | --------------- |
| Председник Министарског савета                 | Никола Т. Узуновић        |                 |
| Министар иностраних послова                    | Богољуб Јевтић            |                 |
| Министар војске и морнарице                    | Милан Ж. Миловановић      |                 |
| Министар унутрашњих послова                    | Живојин Лазић             |                 |
| Министар правде                                | Божидар Ж. Максимовић     |                 |
| Министар просвете                              | Илија Шуменковић          |                 |
| Министар финансија                             | Милорад Ђорђевић          |                 |
| Министар грађевина                             | Стјепан Сркуљ             |                 |
| Министар трговине и индустрије                 | Јурај Деметровић          |                 |
| Министар пољопривреде                          | Драгутин С. Којић         |                 |
| Министар шума и рудника                        | Милан Улмански            |                 |
| Министар саобраћаја                            | Светислав Милосављевић    | до 10. 7. 1934. |
| Министар саобраћаја                            | Огњен Б. Кузмановић       |                 |
| Министар социјалне политике и народног здравља | Фран Новак                |                 |
| Министар за физичко васпитање народа           | Грга Будислав Анђелиновић |                 |

| Функција                                       | Име и презиме             | Детаљи          |
| ---------------------------------------------- | ------------------------- | --------------- |
| Председник Министарског савета                 | Никола Т. Узуновић        |                 |
| Министар иностраних послова                    | Богољуб Јевтић            |                 |
| Министар војске и морнарице                    | Петар Живковић            |                 |
| Министар унутрашњих послова                    | Живојин Лазић             |                 |
| Министар правде                                | Божидар Ж. Максимовић     | до 1. 11. 1934. |
| Министар правде                                | Драгутин С. Којић         | заступник       |
| Министар просвете                              | Илија Шуменковић          |                 |
| Министар финансија                             | Милорад Ђорђевић          |                 |
| Министар грађевина                             | Стјепан Сркуљ             |                 |
| Министар трговине и индустрије                 | Јурај Деметровић          |                 |
| Министар пољопривреде                          | Драгутин С. Којић         |                 |
| Министар шума и рудника                        | Милан Улмански            |                 |
| Министар саобраћаја                            | Огњен Б. Кузмановић       |                 |
| Министар социјалне политике и народног здравља | Фран Новак                |                 |
| Министар за физичко васпитање народа           | Грга Будислав Анђелиновић |                 |
| Министар без портфеља                          | Војислав Д. Маринковић    |                 |
| Министар без портфеља                          | Милан Сршкић              |                 |

| Функција                                                     | Име и презиме      | Детаљи          |
| ------------------------------------------------------------ | ------------------ | --------------- |
| Председник Министарског савета и министар иностраних послова | Богољуб Јевтић     |                 |
| Министар војске и морнарице                                  | Петар Живковић     |                 |
| Министар унутрашњих послова                                  | Велимир Поповић    |                 |
| Министар правде                                              | Драгутин С. Којић  |                 |
| Министар просвете                                            | Стеван Ћирић       | до 19. 6. 1935. |
| Министар просвете                                            | Драго Марушић      |                 |
| Министар финансија                                           | Милан Стојадиновић |                 |
| Министар грађевина                                           | Марко Кожуљ        |                 |
| Министар трговине и индустрије                               | Милан Врбанић      |                 |
| Министар пољопривреде                                        | Драгутин Јанковић  |                 |
| Министар шума и рудника                                      | Светислав Поповић  |                 |
| Министар саобраћаја                                          | Димитрије Вујић    |                 |
| Министар социјалне политике и народног здравља               | Драго Марушић      | до 19. 6. 1935. |
| Министар социјалне политике и народног здравља               | Авдо Хасанбеговић  |                 |
| Министар физичког васпитања народа                           | Људевит Аурер      |                 |
| Министар без портфеља                                        | Авдо Хасанбеговић  | до 19. 6. 1935. |

| Функција                                                     | Име и презиме      | Детаљи                      |
| ------------------------------------------------------------ | ------------------ | --------------------------- |
| Председник Министарског савета и министар иностраних послова | Милан Стојадиновић |                             |
| Министар војске и морнарице                                  | Петар Р. Живковић  |                             |
| Министар унутрашњих послова                                  | Антон Корошец      |                             |
| Министар правде                                              | Људевит Аурер      | до 24. 8. 1935.             |
| Министар правде                                              | Миле Мишкулин      |                             |
| Министар просвете                                            | Добривоје Стошовић |                             |
| Министар финансија                                           | Душан Летица       |                             |
| Министар грађевина                                           | Милош Бобић        | до 22. 12. 1935.            |
| Министар грађевина                                           | Марко Кожуљ        |                             |
| Министар трговине и индустрије                               | Милан Врбанић      |                             |
| Министар пољопривреде                                        | Светозар Станковић |                             |
| Министар пошта, телеграфа и телефона                         | Бранко Калуђерчић  | од 1. 9. 1935.              |
| Министар шума и рудника                                      | Игњат Стефановић   | до 24. 8. 1935.             |
| Министар шума и рудника                                      | Ђура Јанковић      |                             |
| Министар саобраћаја                                          | Мехмед Спахо       |                             |
| Министар социјалне политике и народног здравља               | Никола Прека       | до 24. 8. 1935.             |
| Министар социјалне политике и народног здравља               | Мирко Комненовић   | заступник, до 22. 12. 1935. |
| Министар социјалне политике и народног здравља               | Драгиша Цветковић  |                             |
| Министар физичког васпитања                                  | Мирко Комненовић   | до 22. 12. 1935.            |
| Министар физичког васпитања                                  | Драгиша Цветковић  | заступник                   |
| Министар без портфеља                                        | Шефкија Бехмен     |                             |
| Министар без портфеља                                        | Ђура Јанковић      | до 24. 8. 1935.             |
| Министар без портфеља                                        | Миха Крек          | од 1. 9. 1935.              |

| Функција                                                     | Име и презиме         | Детаљи                      |
| ------------------------------------------------------------ | --------------------- | --------------------------- |
| Председник Министарског савета и министар иностраних послова | Милан Стојадиновић    |                             |
| Министар војске и морнарице                                  | Љубомир Марић         | до 25. 8. 1938.             |
| Министар војске и морнарице                                  | Милутин Ђ. Недић      |                             |
| Министар унутрашњих послова                                  | Антон Корошец         |                             |
| Министар правде                                              | Драгиша Цветковић     | заступник, до 8. 8. 1936.   |
| Министар правде                                              | Никола Суботић        | до 4. 10. 1937.             |
| Министар правде                                              | Милан Симоновић       |                             |
| Министар просвете                                            | Добривоје Стошовић    | до 4. 10. 1937.             |
| Министар просвете                                            | Димитрије Магарашевић |                             |
| Министар финансија                                           | Душан Летица          |                             |
| Министар грађевина                                           | Марко Кожуљ           | до 4. 10. 1937.             |
| Министар грађевина                                           | Добривоје Стошовић    |                             |
| Министар трговине и индустрије                               | Милан Врбанић         | до 25.8.1938.               |
| Министар трговине и индустрије                               | Никола Калабин        |                             |
| Министар пољопривреде                                        | Светозар Станковић    |                             |
| Министар пошта, телеграфа и телефона                         | Бранко Калуђерчић     | до 4. 10. 1937.             |
| Министар пошта, телеграфа и телефона                         | Војко Чвркић          |                             |
| Министар шума и рудника                                      | Ђура Јанковић         | до 4. 10. 1937.             |
| Министар шума и рудника                                      | Богољуб Кујунџић      |                             |
| Министар саобраћаја                                          | Мехмед Спахо          |                             |
| Министар социјалне политике и народног здравља               | Драгиша Цветковић     |                             |
| Министар физичког васпитања                                  | Јосип Рогић           | до 4. 10. 1937.             |
| Министар физичког васпитања                                  | Вјекослав Милетић     | до 25. 8. 1938.             |
| Министар физичког васпитања                                  | Мирко Буић            | до 19. 9. 1938.             |
| Министар физичког васпитања                                  | Драгиша Цветковић     | заступник, до 10. 10. 1938. |
| Министар физичког васпитања                                  | Анте Масаровић        |                             |
| Министар без портфеља                                        | Шефкија Бехмен        | до 14. 5. 1938.             |
| Министар без портфеља                                        | Нико Новаковић        | од 4. 10. 1937.             |
| Министар без портфеља                                        | Миха Крек             |                             |
| Министар без портфеља                                        | Војислав Ђорђевић     |                             |
| Министар без портфеља                                        | Џафер Куленовић       | од 14. 5. 1938.             |
| Министар без портфеља                                        | Светислав Хођера      | од 10. 10. 1938.            |

| Функција                                                     | Име и презиме      | Детаљи |
| ------------------------------------------------------------ | ------------------ | ------ |
| Председник Министарског савета и министар иностраних послова | Милан Стојадиновић |        |
| Министар војске и морнарице                                  | Милутин Ђ. Недић   |        |
| Министар унутрашњих послова                                  | Милан Аћимовић     |        |
| Министар правде                                              | Милан Симоновић    |        |
| Министар просвете                                            | Богољуб Кујунџић   |        |
| Министар финансија                                           | Душан Летица       |        |
| Министар грађевина                                           | Миха Крек          |        |
| Министар трговине и индустрије                               | Никола Калабин     |        |
| Министар пољопривреде                                        | Светозар Станковић |        |
| Министар пошта, телеграфа и телефона                         | Панта Јовановић    |        |
| Министар шума и рудника                                      | Добривоје Стошовић |        |
| Министар саобраћаја                                          | Мехмед Спахо       |        |
| Министар социјалне политике и народног здравља               | Драгиша Цветковић  |        |
| Министар физичког васпитања народа                           | Анте Масаровић     |        |
| Министар без портфеља                                        | Војислав Ђорђевић  |        |
| Министар без портфеља                                        | Џафер Куленовић    |        |
| Министар без портфеља                                        | Франц Сној         |        |

| Функција                                                     | Име и презиме             | Детаљи          |
| ------------------------------------------------------------ | ------------------------- | --------------- |
| Председник Министарског савета и министар унутрашњих послова | Драгиша Ј. Цветковић      |                 |
| Министар иностраних послова                                  | Александар Цинцармарковић |                 |
| Министар војске и морнарице                                  | Милан Ђ. Недић            |                 |
| Министар правде                                              | Виктор Ружић              |                 |
| Министар просвете                                            | Стеван Ћирић              |                 |
| Министар финансија                                           | Војин Ђуричић             |                 |
| Министар грађевина                                           | Миха Крек                 |                 |
| Министар трговине и индустрије                               | Јеврем Томић              |                 |
| Министар пољопривреде                                        | Никола Бешлић             |                 |
| Министар пошта, телеграфа и телефона                         | Јован Алтипармаковић      |                 |
| Министар шума и рудника                                      | Љубомир Пантић            |                 |
| Министар саобраћаја                                          | Мехмед Спахо              | до 29. 6. 1939. |
| Министар саобраћаја                                          | Џафер Куленовић           | заступник       |
| Министар социјалне политике и народног здравља               | Милоје Рајковић           |                 |
| Министар физичког васпитања                                  | Ђуро Чејовић              |                 |
| Министар без портфеља                                        | Џафер Куленовић           |                 |
| Министар без портфеља                                        | Анте Мастровић            |                 |
| Министар без портфеља                                        | Франц Сној                |                 |
| Министар без портфеља                                        | Бранко Миљуш              |                 |
| Министар без портфеља                                        | Војко Чвркић              | од 24. 2. 1939. |

| Функција                                       | Име и презиме             | Детаљи                                   |
| ---------------------------------------------- | ------------------------- | ---------------------------------------- |
| Председник Министарског савета                 | Драгиша Ј. Цветковић      |                                          |
| Потпредседник Министарског савета              | Влатко Мачек              |                                          |
| Министар иностраних послова                    | Александар Цинцармарковић |                                          |
| Министар војске и морнарице                    | Милан Ђ. Недић            | до 6. 11. 1940.                          |
| Министар војске и морнарице                    | Петар Пешић               |                                          |
| Министар унутрашњих послова                    | Станоје Михалџић          | до 8. 7. 1940.                           |
| Министар унутрашњих послова                    | Драгиша Цветковић         | заступник                                |
| Министар правде                                | Лазар Марковић            | до 4. 2. 1941.                           |
| Министар правде                                | Михаило Константиновић    |                                          |
| Министар просвете                              | Божидар Максимовић        | до 29. 6. 1940.                          |
| Министар просвете                              | Антон Корошец             | до 14. 12. 1940.                         |
| Министар просвете                              | Миха Крек                 | заступник до 25.1.1941, од тада министар |
| Министар финансија                             | Јурај Шутеј               |                                          |
| Министар грађевина                             | Миха Крек                 | до 23. 8. 1940.                          |
| Министар грађевина                             | Данило Вуловић            |                                          |
| Министар трговине и индустрије                 | Иван Андрес               |                                          |
| Министар пољопривреде                          | Бранко Чубриловић         | до 24. 3. 1941.                          |
| Министар пољопривреде                          | Часлав Никитовић          |                                          |
| Министар пошта, телеграфа и телефона           | Јосип Торбар              |                                          |
| Министар шума и рудника                        | Џафер Куленовић           |                                          |
| Министар саобраћаја                            | Никола Бешлић             |                                          |
| Министар социјалне политике и народног здравља | Срђан Будисављевић        | до 24. 3. 1941.                          |
| Министар социјалне политике и народног здравља | Драгомир Иконић           |                                          |
| Министар физичког васпитања народа             | Јеврем Томић              | до 20. 6. 1940.                          |
| Министар физичког васпитања народа             | Душан Пантић              |                                          |
| Министар снабдевања и исхране                  | Милан Ст. Протић          | од 19. 1. 1941.                          |
| Министар без портфеља                          | Бариша Смољан             |                                          |
| Министар без портфеља                          | Михаило Константиновић    | од 4. 2. 1941.                           |
| Министар без портфеља                          | Миха Крек                 | од 23. 8. 1940. до 25. 1. 1941.          |
| Министар без портфеља                          | Фран Куловец              | од 25. 1. 1941.                          |

### Последња влада у отаџбини
| Функција                                       | Име и презиме      | Детаљи          |
| ---------------------------------------------- | ------------------ | --------------- |
| Председник Владе                               | Душан Т. Симовић   |                 |
| Потпредседник Владе                            | Влатко Мачек       | до 10. 4. 1941. |
| Потпредседник Владе                            | Слободан Јовановић |                 |
| Министар иностраних послова                    | Момчило Нинчић     |                 |
| Министар војске и морнарице                    | Богољуб Илић       |                 |
| Министар унутрашњих послова                    | Срђан Будисављевић |                 |
| Министар правде                                | Божидар Марковић   |                 |
| Министар просвете                              | Милош Трифуновић   |                 |
| Министар финансија                             | Јурај Шутеј        |                 |
| Министар саобраћаја                            | Богољуб Јевтић     |                 |
| Министар грађевина                             | Фран Куловец       | до 6. 4. 1941.  |
| Министар грађевина                             | Миха Крек          |                 |
| Министар социјалне политике и народног здравља | Милан Грол         |                 |
| Министар шума и рудника                        | Џафер Куленовић    | до 7. 4. 1941.  |
| Министар трговине и индустрије                 | Иван Андрес        | до 10. 4. 1941. |
| Министар трговине и индустрије                 | Бариша Смољан      | до 10. 4. 1941. |
| Министар пошта, телеграфа и телефона           | Јосип Торбар       | до 10. 4. 1941. |
| Министар пољопривреде                          | Бранко Чубриловић  |                 |
| Министар физичког васпитања                    | Богољуб Илић       | заступник       |
| Министар снабдевања и исхране                  | Сава Косановић     |                 |
| Министар без портфеља                          | Миха Крек          | до 10. 4. 1941. |
| Министар без портфеља                          | Бариша Смољан      | до 10. 4. 1941. |
| Министар без портфеља                          | Јован Бањанин      |                 |
| Министар без портфеља                          | Марко Даковић      | до 16. 4. 1941. |
| Министар без портфеља                          | Милан Гавриловић   |                 |
| Министар без портфеља                          | Франц Сној         | од 10. 4. 1941. |
| Министар без портфеља                          | Јурај Крњевић      | од 10. 4. 1941. |